# Skiskydning under vinter-OL 2018 – sprint – Damer
Sprint for damer bliver afviklet over 7,5 km. Konkurrencen blev afholdt 10. februar 2018. 

## Konkurrencen
Hver deltager skyder to gange à 5 skud, en gang liggende og en gang stående. For hver forbier må deltageren ud på en strafferunde.
Resultatet af denne konkurrence bestemmer udgangspunktet for jagtstarten, der afvikles 12. februar 2018, hvor kun de 60 bedste i sprinten får lov at deltage. 

## Resultater
| Placering | Start# | Navn               | Nation       | Tid     | Strafferunder (L+S) | Tidsdiff. |
| --------- | ------ | ------------------ | ------------ | ------- | ------------------- | --------- |
| 1         | 23     | Laura Dahlmeier    | Tyskland     | 21:06,2 | 0+0                 | 0.0       |
| 2         | 11     | Marte Olsbu        | Norge        | 21:30,4 | 1+0                 | +24,2     |
| 3         | 12     | Veronika Vitkova   | Tjekkiet     | 21:32,0 | 0+1                 | +25,8     |
| 4         | 28     | Marie Dorin Habert | Frankrig     | 21:39,3 | 1+0                 | +33,1     |
| 5         | 39     | Vanessa Hinz       | Tyskland     | 21:46,5 | 0+1                 | +40,3     |
| 6         | 48     | Lisa Vittozzi      | Italien      | 21:46,7 | 0+1                 | +40,5     |
| 7         | 2      | Hanna Öberg        | Sverige      | 21:47,0 | 0+1                 | +40,8     |
| 8         | 87     | Irene Cadurisch    | Schweiz      | 21:51,7 | 1+0                 | +45,5     |
| 9         | 15     | Darya Domracheva   | Hviderusland | 21:52,4 | 1+1                 | +46,2     |
| 10        | 35     | Justine Braisaz    | Frankrig     | 21:54,1 | 1+1                 | +47,9     |

## Medaljeoversigt
| Event        | Guld                       | Sølv                | Bronze                      |
| ------------ | -------------------------- | ------------------- | --------------------------- |
| Sprint Damer | Tyskland · Laura Dahlmeier | Norge · Marte Olsbu | Tjekkiet · Veronika Vitkova |